# Daniela Fonseca
Daniela de la Caridad Fonseca Carrazana (24 juli 2002) is een Cubaans professioneel tafeltennisster. Zij speelt linkshandig met de penhoudersgreep.
Zij vertegenwoordigde haar land op de Olympische Zomerspelen 2020 maar won daar geen medailles.